# Austroplatypus incompertus
Austroplatypus incompertus је врста бубе амброзије која припада правој породици жижака,пореклом из Аустралије, са верификованом дистрибуцијом у Новом Јужном Велсу и Викторији. Ona Формира колоније у срцу дрвећа еукалиптуса и прва је буба која је препозната као еусоцијални инсект.   Austroplatypus incompertus се сматра еусоцијалним јер групе садрже једну оплођену женку коју штити и брине мали број неоплођених женки које такође обављају велики део посла. Врста је вероватно пренела култивисане гљиве на друге жижаке.

## Опис и животни циклус
Јаје А. долазника је дугачко око 0,7 милиметара и широко 0,45 милиметара. Развија се кроз пет фаза, а глава му расте од око 0,3 милиметара ширине у првом до 0,9 милиметара ширине у петом степену. Затим пупира и излази као одрасла особа—6 милиметара дуга и 2 милиметара широка. Одрасла јединка има издужено, цилиндрично тело типично за друге платиподине, и показује полни диморфизам, при чему су мужјаци знатно мањи пол, атипичан распоред међу платиподинским бубама. Женке имају естрални пад прилагођен за чишћење галерија и одбрану. Такође, само жене показују мијалгију. 

## Станиште
Као и друге бубе амброзије, А. приходи живе у нутритивној симбиози са гљивама амброзије. Они копају тунеле у живим дрвећем у којима узгајају гљивичне баште као једини извор исхране. Нове колоније оснивају оплођене женке које користе посебне структуре зване мијалгија за транспорт гљива до новог стабла домаћина.